# Тамір (село)
Тамір (рос. Тамир) — село Кяхтинського району, Бурятії Росії. Входить до складу Тамірського сільського поселення.
Населення — 661 особа (2010 рік).